# CH-53E Super Stallion
CH-53E Super Stallion — найбільший і найважчий гелікоптер у збройних силах США. Як і Sikorsky S-80 був розроблений на базі CH-53 Sea Stallion, шляхом встановлення третього двигуна, додавання до головного гвинта сьомої лопаті і нахилу хвостового гвинта на 20 градусів.
Його було побудовано компанією Sikorsky Aircraft для корпусу морської піхоти США. Рідше MH-53E Sea Dragon використовується ВМС США як мінний тральщик дальньої дії або для операцій боротьби з мінами (AMCM), а також використовується як військово-транспортний гелікоптер ВМС.
Зараз розробляється CH-53K King Stallion, який буде оснащено новими двигунами, новими несучими гвинтами з композитних матеріалів і більшою кабіною.

## Розробка

### Історія
CH-53 було зроблено для участі у конкурсі корпусу морської піхоти США «Heavy Helicopter Experimental» (HH(X)) який розпочався у 1962. Гелікоптер Sikorsky S-65 було обрано на противагу модифікованій версії Boeing Vertol CH-47 Chinook. Прототип YCH-53A вперше піднявся у повітря 14 жовтня 1964. Гелікоптер отримав позначення «CH-53A Sea Stallion», а виробництво було розпочато у 1966. Перший CH-53A дві турбіни General Electric T64-GE-6 потужністю 2850 к. с. і мав максимальну злітну вагу 20865 кг і в тому числі 9072 кг на підвісках.
Серед варіантів оригінального CH-53A Sea Stallion є RH-53A/D, HH-53B/C, CH-53D, CH-53G та MH-53H/J/M. RH-53A та RH-53D використовують у ВМС США як мінний тральщик. CH-53D має більш потужну версію двигуна General Electric T64, який встановлено на всі варіанти H-53, а також має зовнішні паливні баки. CH-53G є версією CH-53D яку виробляли у Західній Німеччині для німецької армії.
ВПС США використовували HH-53B/C «Super Jolly Green Giant» для спеціальних операцій і вивезення поранених з полю бою, вперше використали у війні у В'єтнамі. Гелікоптери ВПС США MH-53H/J/M Pave Low стали останніми гелікоптерами серії H-53 з двома двигунами і були оснащені покращеною авіаційною електронікою для проведення операцій при будь-якій погоді.

### H-53E
У жовтні 1967 КМП США видали вимогу на гелікоптер з вантажопідйомністю у 1,8 разів більшою ніж CH-53D для перевезення на десантних кораблях. ВМС та ЗС США також шукали схожий гелікоптер. Саме перед цим компанія Сікорського працювала над покращенням гелікоптера CH-53D, під внутрішнім позначенням «S-80», встановивши третю турбіну і використавши більш потужну роторну систему. Сікорський запропонував модель S-80 КМП у 1968. Морській піхоті сподобалася ідея, тому що вона давала змогу швидко вирішити проблему і профінансували розробку дослідного зразка.

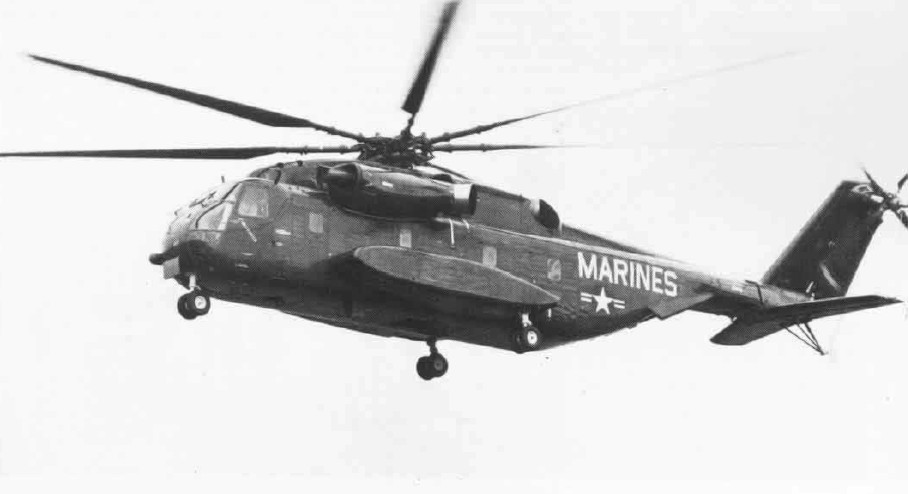
Гелікоптер YCH-53E під час першого польоту, 1 березня 1974

У 1970 під тиском міністра оборони США Boeing Vertol змушений був показати свій XCH-62 який розроблявся для армії, ВМС та КМП, який був завеликий для роботи з десантних кораблів. На випробуваннях початку 1970-х проходили тестування третій двигун і більша роторна система з сьомою лопатою гвинта. У 1974 відбувся перший політ YCH-53E.
Інші зміни CH-53E включали більш міцну трансмісію і подовжений фюзеляж на 1,88 м. Лопаті несучого гвинта були замінені на титаново-склопластиковий композит. Було також змінено конфігурацію хвоста. Симетричний горизонтальний хвіст низького розташування було замінено на вертикальний хвіст і хвостовий ротор нахилений від вертикалі, щоб забезпечити певний підйом в паренні для протидії крутному моменту основного ротора. Також було додатно нову автоматичну систему контролю польоту. Цифрова система контролю за польотом не давал пілоту перевантажувати гелікоптер.
Тестування YCH-53E показали, що він може підняти 17,8 т (на висоту 15 м) і без зовнішнього навантаження, може досягти швидкості 310 км/год при навантаженні 25 т. Це призвело до створення двом машин і замовленню тестування. Хвіст мав  високе розташування, горизонтальну площину навпроти ротора з внутрішньою секцією перпендикулярною хвостовому ротору який був нахилений на 20 градусів до горизонталі.

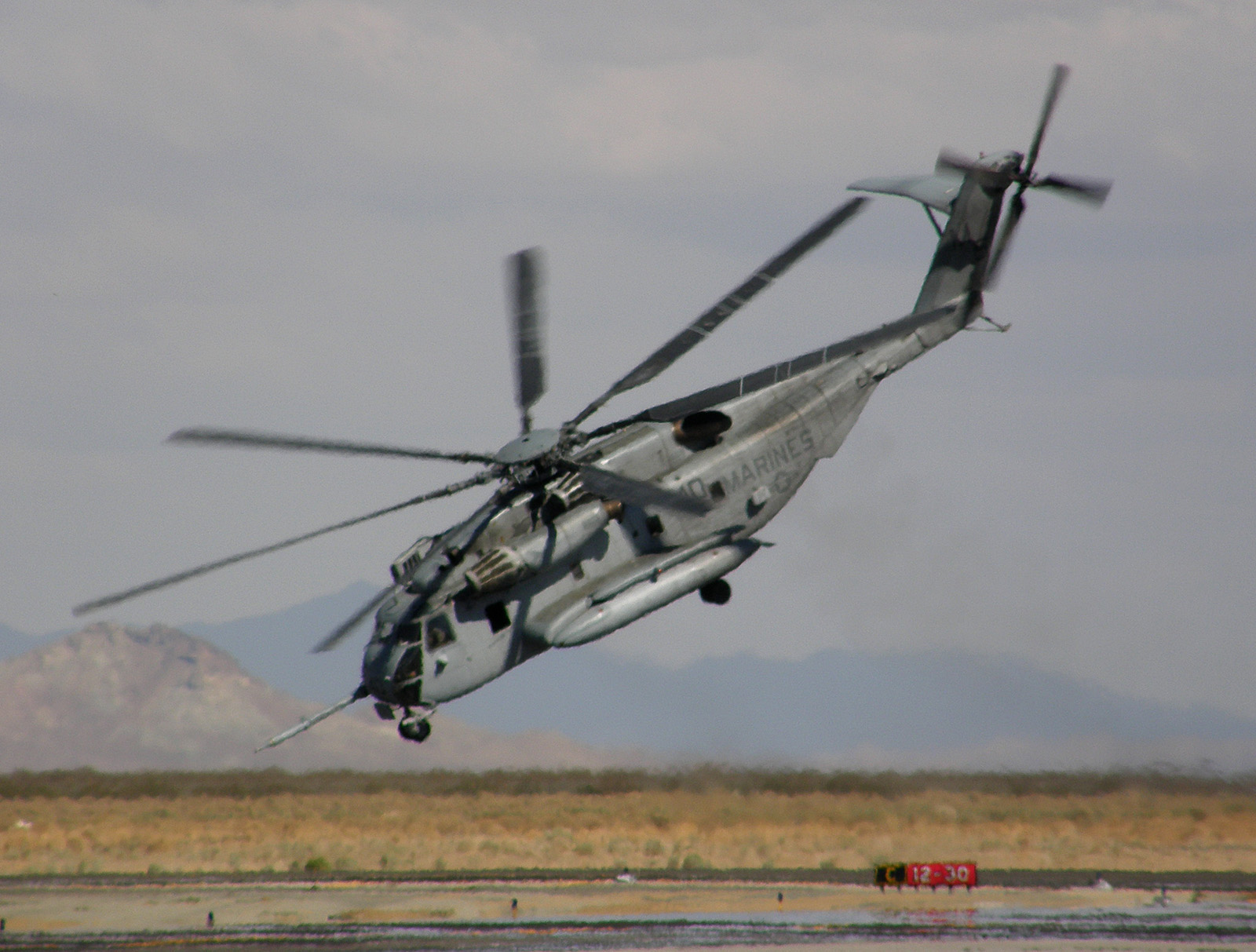
CH-53E під час демонстраційного польоту видно три двигуна і фінальний варіант хвостового оперення

Перший контракт на виробництво було отримано у 1978, а прийняття на службу відбулося у лютому 1981. Перший політ серійного CH-53E відбувся у грудні 1980. ВМС США замовив невелику партію CH-53E для переоснащення. КМП та ВМС загалом отримали 177 машин.
ВМС замовили версію CH-53E для боротьби з мінами з повітря, який отримав назву «MH-53E Sea Dragon». Він мав збільшені спонсони для збільшення об'єму паливних баків. Він також мав змогу дозаправлятися у повітрі, а також міг отримати до семи 1136 літрових внутрішніх баків. Цифрова система контролю MH-53E була розроблена для допомоги у траленні мін. Прототип MH-53E вперше піднявся у повітря 23 грудня 1981. ВМС почали використовувати MH-53E з 1986. MH-53E має змогу дозаправки у польоті і у режимі зависання. ВМС отримали загалом 46 Sea Dragons і повернули RH-53D назад до транспортного варіанту.

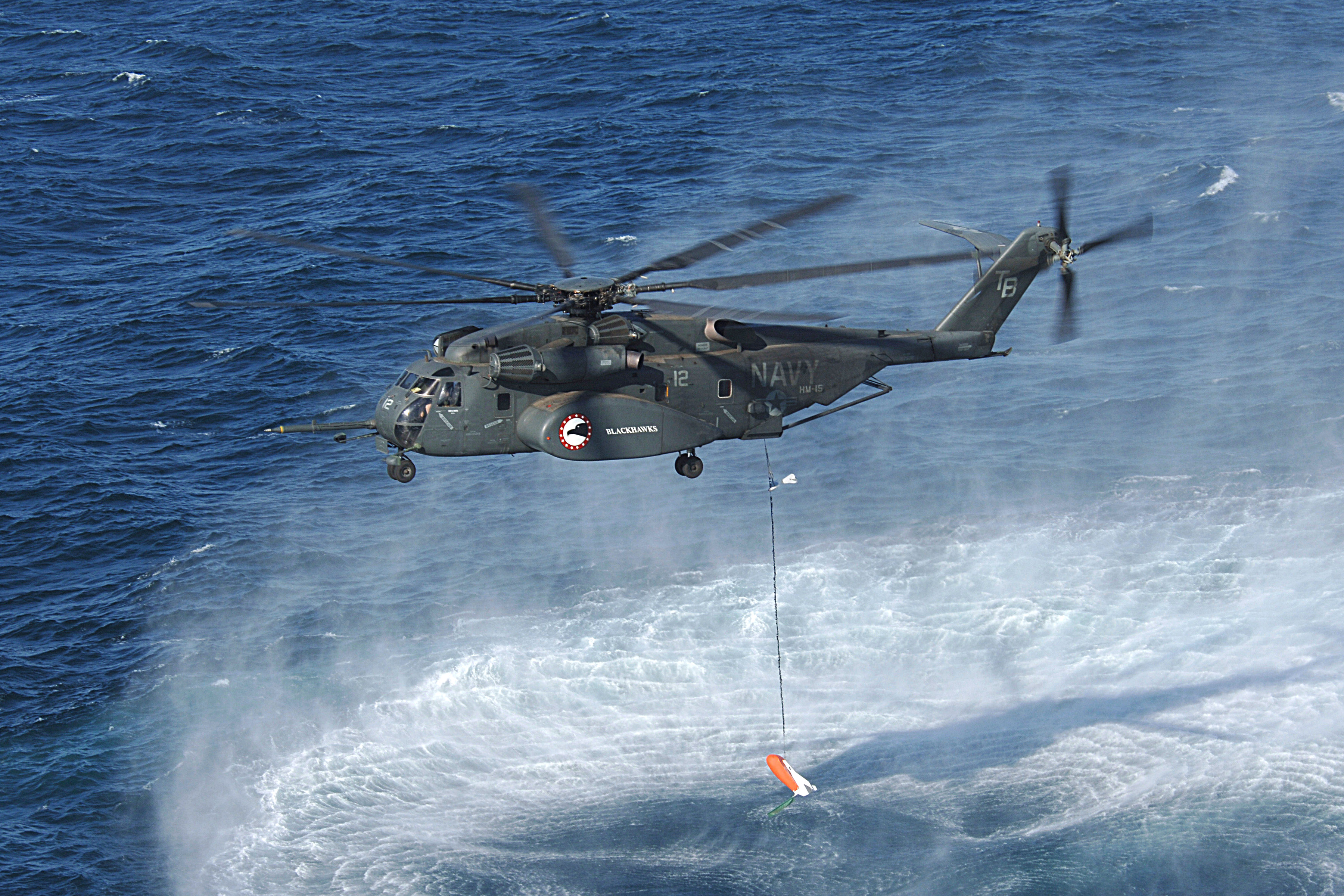
MH-53E Sea Dragon з HM-15 під час навчань з тралення, 2007

Деяка кількість гелікоптерів MH-53E була експортована у Японію як S-80-M-1 для збройних сил Японії (JMSDF).
Базова модель CH-53E несе службу у ВМС та КМП США як транспортні машини. Він може піднімати важке обладнання в тому числі восьмиколісні LAV-25 Light Armored Vehicle, гаубицю M198 155 мм з боєкомплектом і екіпажем. Super Stallion можна порівняти з будь-яким літальним засобом КМП окрім KC-130.

### CH-53K
КМП планували оновити більшу кількість своїх CH-53E для того щоб залишити їх на службі, але ці плани було відкладено. Сікорський запропонував нову версію, оригінальне позначення «CH-53X», і у квітні 2006, КМП підписали контракт на 156 гелікоптерів «CH-53K». КМП почали списувати свої CH-53E у 2009 і потребували дуже швидко заміну.
У серпні 2007 КМП збільшили замовлення CH-53K до 227. Перший політ було заплановано на листопад 2011 з початком експлуатації з 2015.

## Конструкція

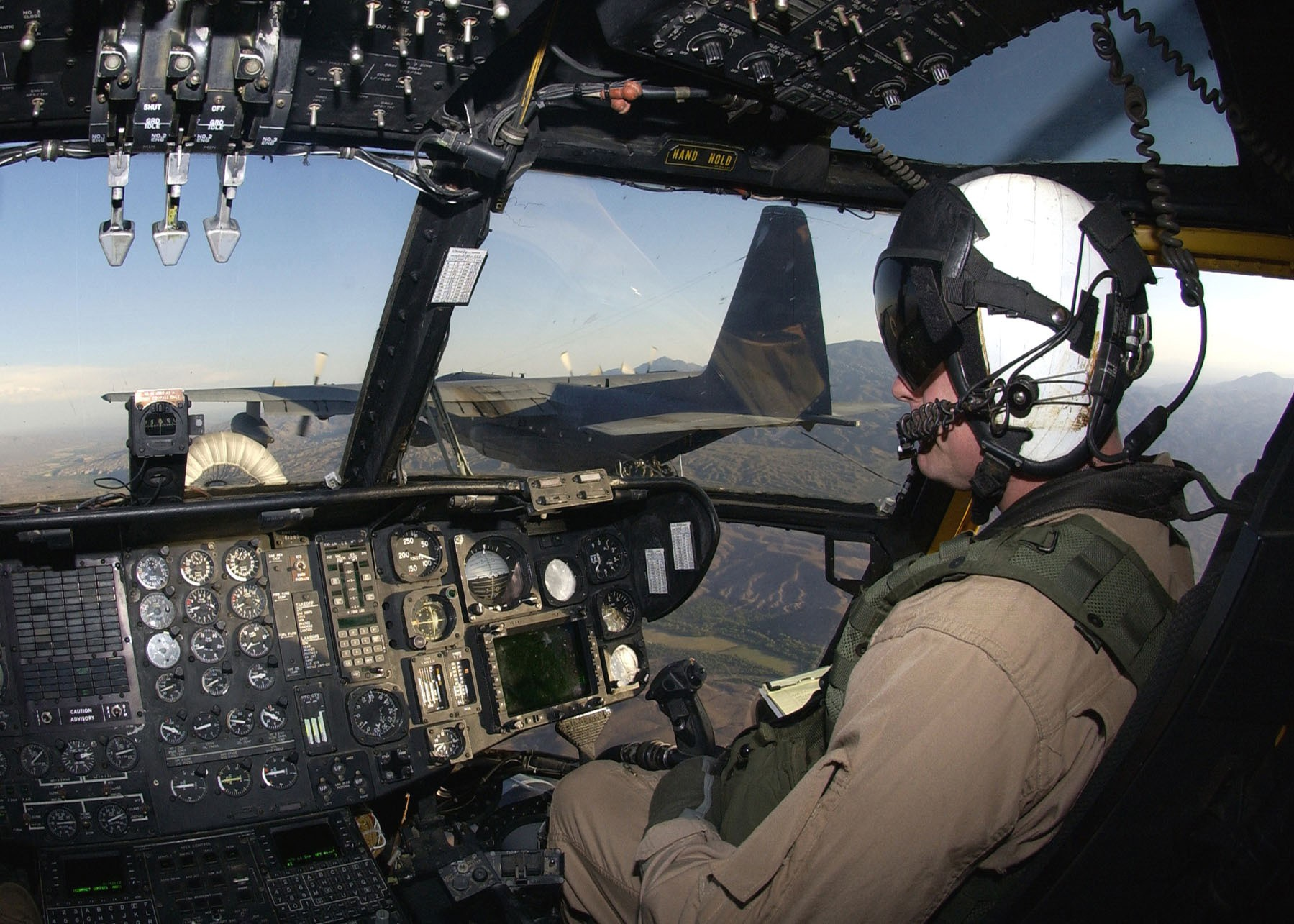
Вид з кабіни CH-53E під час дозаправлення з літака HC-130 Hercules

Схожи за параметрами, гелікоптер CH-53E Super Stallion або Sikorsky S-80 з трьома двигунами більш потужніший ніж оригінальний Sikorsky S-65 з двома двигунами CH-53A Sea Stallion. CH-53E також отримав більший головний гвинт на сім лопатей.
CH-53E може перевозити до 55 бійців або 13,61 т. вантажу, а з вантажем на зовнішніх підвісках вага може сягати 16,33 т. Super Stallion крейсерська швидкість 278 км/год, дальність 1000 км. Гелікоптер має висувну штангу для дозаправки у повітрі, а також може заправлятися у режимі зависання з корабля. Він може мати три кулемети: один на правому борту за дверима екіпажу; один у вікні за другим пілотом і третій на хвостовій рампі. CH-53E також має протиракетні пастки.

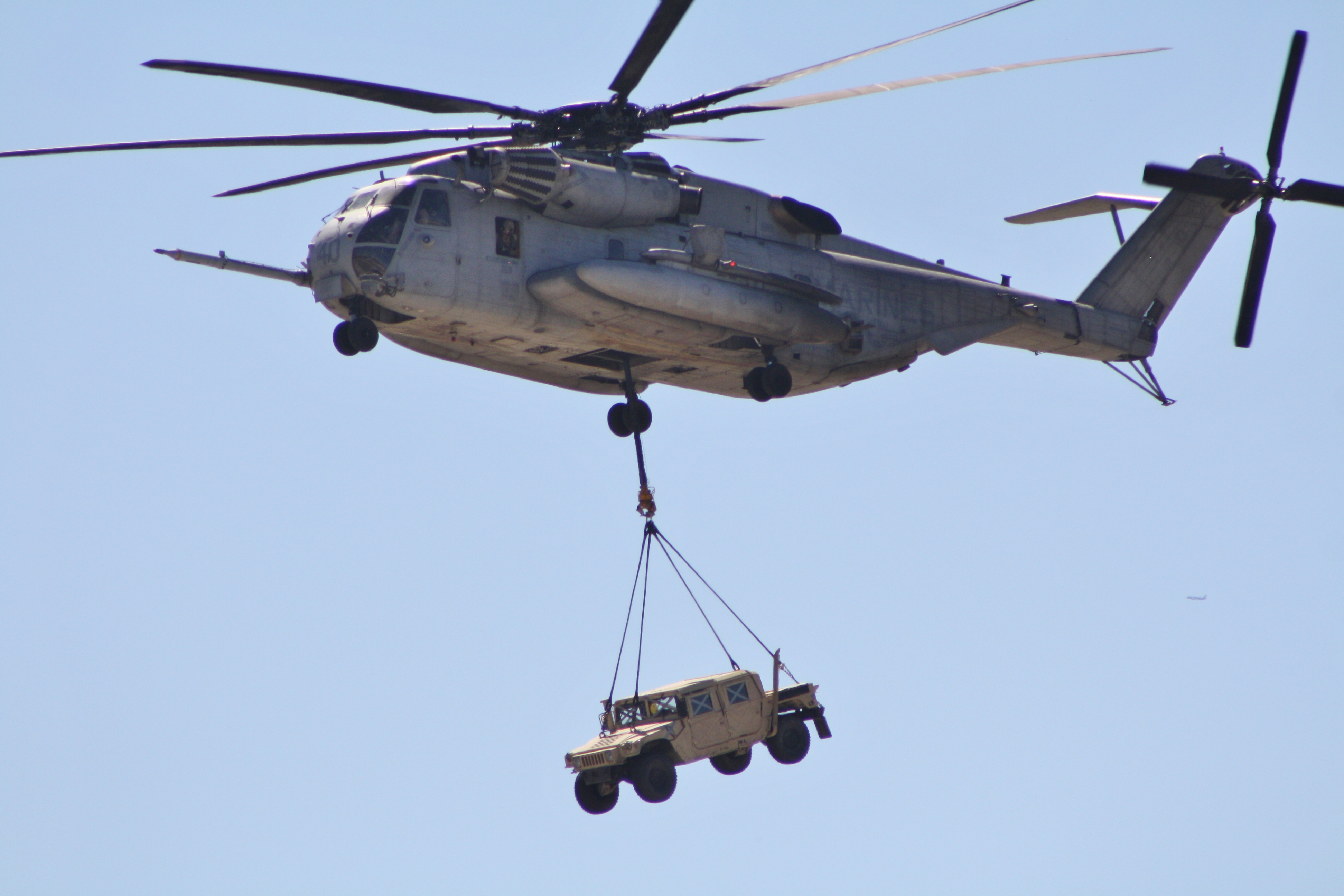
CH-53 перевозить автомобіль HMMWV під час демонстрації для КМП

Крім того MH-53E мав збільшені паливні баки у бортових спонсонах і має пристосування для буксирування трального «щита» на висоті над небезпечними морськими мінами. Sea Dragon оснащений системою контрзаходів, в тому числі двома кулеметами. Цифрова система контролю за польотом розроблена для того щоб допомогти у траленні.
Оновлення CH-53E включали в себе вертолітну систему нічного бачення (HNVS), покращений .50 BMG (12,7 мм) GAU-21/A та M3P кулемети та інфрачервноий AAQ-29A тепловізор спрямований вперед.
CH-53E і MH-53E є найбільшими гелікоптерами на Заході, а CH-53K який зараз виробляють навіть більший. Вони на четвертому місці після російських Мі-26 Halo з одним несним гвинтом і величезного, Мі-12 Homer з двома поперечними гвинтами, який може підняти понад 20 т і 40 т відповідно, а також попередник Мі-26 гелікоптер з одним гвинтом Мі-6, який підіймав 12 т.[джерело?]

## Використання

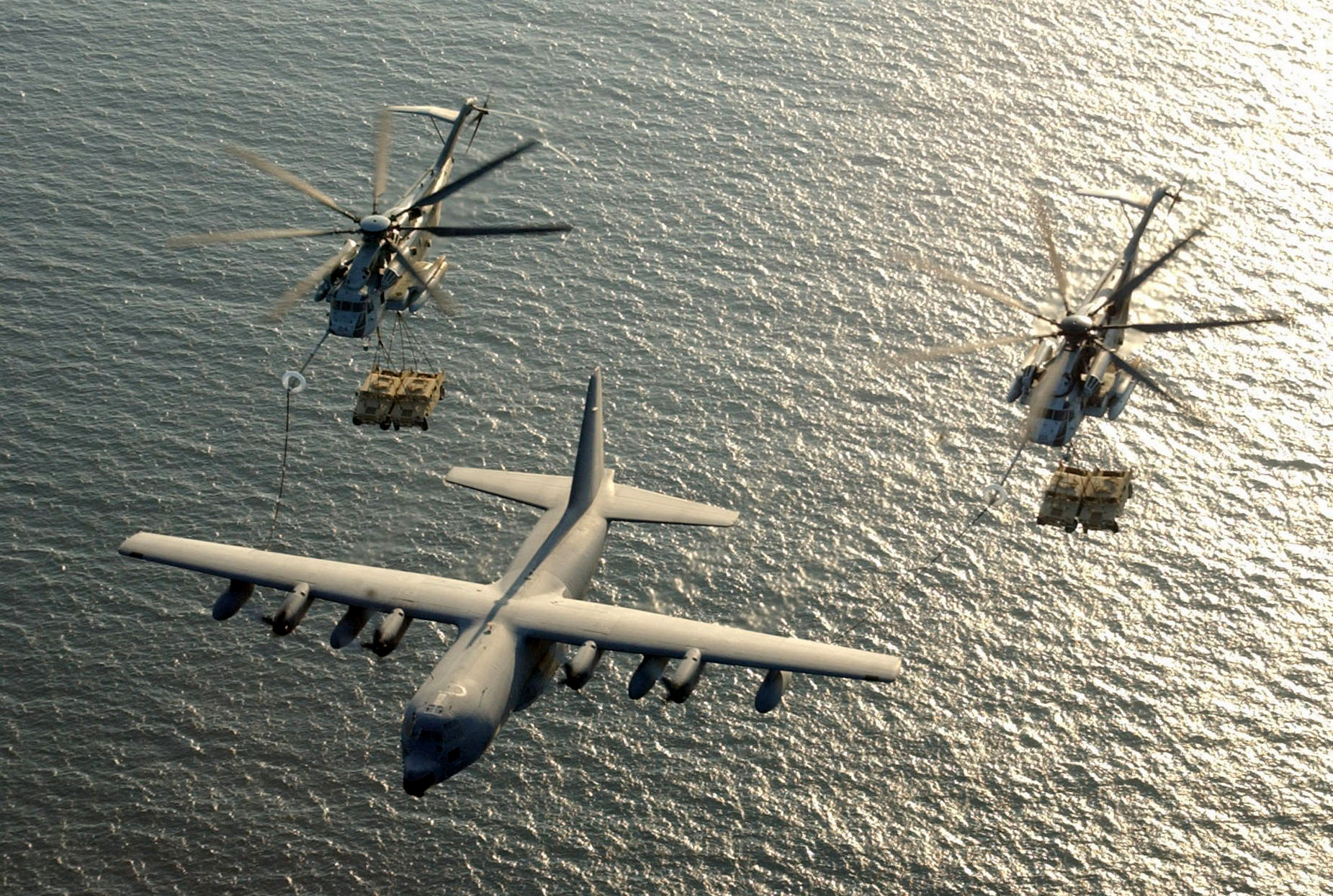
Пара гелікоптерів Super Stallion заправляються від KC-130 Hercules при транспортуванні Humvees над Аденською затокою

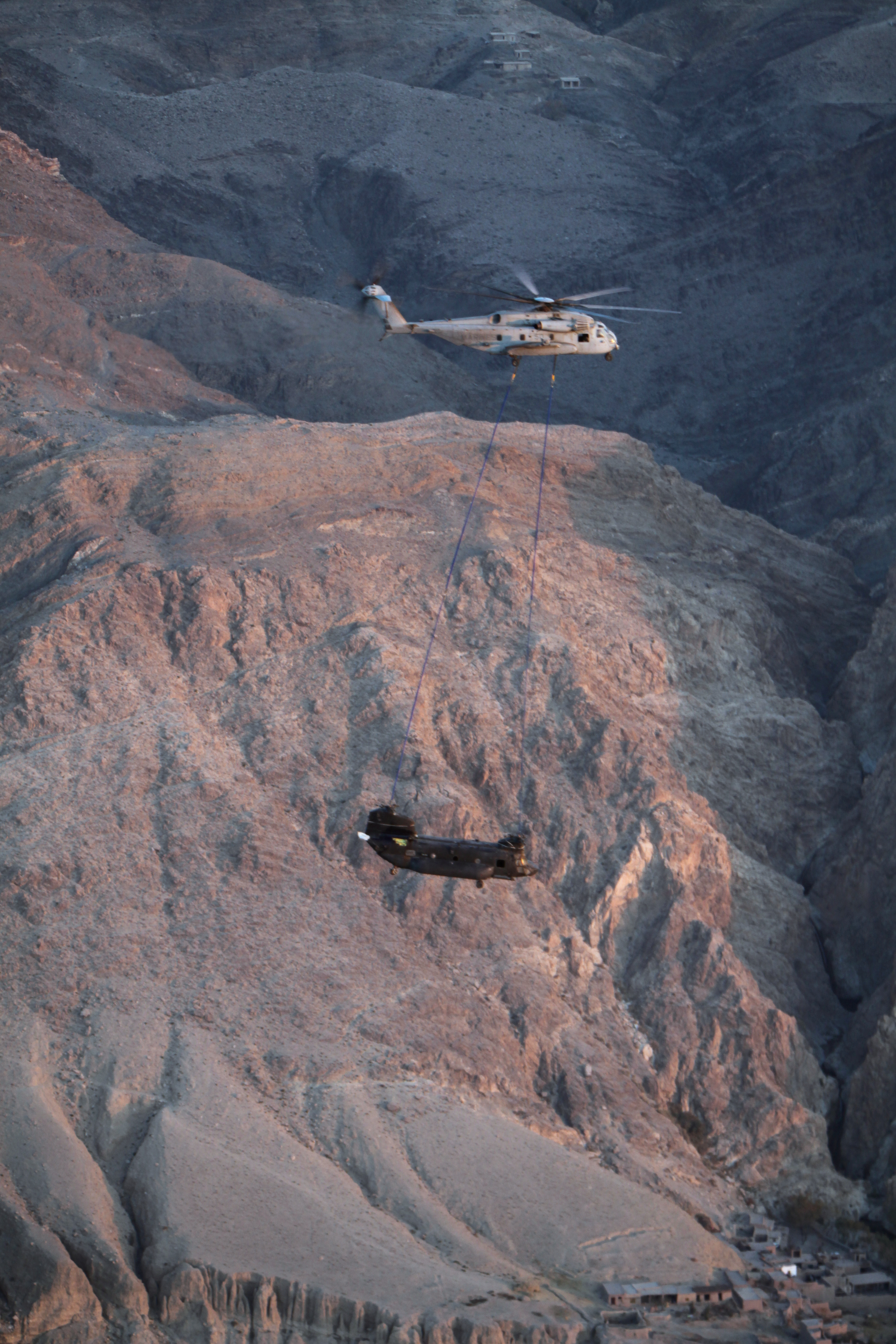
Гелікоптер КПМ CH-53E транспортує CH-47 Chinook у східному Афганістані, 2010.

### 1980-ті
Варіант Super Stallion вперше потрапив на службу під час створення 464 важкої ескадрильї морської піхоти на повітряній базі КМП у Нью-Рівер, Північна Кароліна. Ще дві ескадрильї було створено на авіабазі Тустін, Каліфорнія протягом кількох наступних років, HMH-465 та HMH-466. На додачу тренувальна ескадрилья західного узбережжя HMT-301 отримала гелікоптери Super Stallions, а також ще одна на східному, HMH-772, з резервною базою у Уіллоу-Гроу, Пенсільванія. З того часу, важкі ескадрильї КМП замінили машини серій CH-53A та D, на машини серії E.
Вперше гелікоптери CH-53E КМП США були розгорнуті на борту корабля у 1983, коли чотири CH-53E з ескадрильї HMH-464 сіли на борт авіаносця USS Iwo Jima як частина 24 амфібійного підрозділу морської піхоти (24th MAU). Тоді морські піхотинці попрямували до Бейруту, Ліван як миротворці та для встановлення захисних периметрів у та навколо Бейрутського міжнародного аеропорту. 23 жовтня 1983 вантажівка з вибухівкою підірвана терористами зруйнувала казарми морської піхоти у Бейруті, загинуло близько 240 військовослужбовців. Гелікоптери CH-53E з 24-го MAU надавали бойову підтримку під час операції.[джерело?]

### 1990-ті
У 1991 два CH-53E з кількома гелікоптерами CH-46 Sea Knight було направлено на евакуювання американських та іноземних громадян з посольства США у Могадішо, Сомалі—Операція Західний Вихід—під час громадянської війни у Сомалі.
Під час операції Буря в пустелі, MH-53E використовувала Sea Dragons для розмінування акваторії Перської затоки біля Кувейту.
8 червня 1995 капітан Скот O'Греді, пілот збитого F-16 Fighting Falcon над Боснією, був врятований двома CH-53Es.

### 2000-ні
26 жовтня 2001 три CH-53E з борту авіаносця USS Peleliu та три CH-53E з борту авіаносця USS Bataan пролетіли  890 км для захоплення першої наземної бази в Афганістані, табір Ріно. Це був найдовший політ за всю історію. Велика дальність CH-53E допомогла морпіхам створити південну базу в Афганістані, перенісши війну на землю.
Super Stallions знов зіграв важливу роль у 2003 під час вторгнення до Іраку. Вони перевозили постачання і боєприпаси передовим підрозділам КПМ, а також перевозили поранених. Гелікоптери морської піхоти CH-53E та CH-46E перевозили рейнджерів США і війська спецпризначення під час операції по звільненню полоненої рядового армії США Джесіки Лінч 1 квітня 2003.
Зараз приблизно 150 CH-53E перебувають на службі у Морській піхоті, а інші 28 MH-53E служать у ВМС США. CH-53 вимагає 44 годин технічного обслуговування на годину польоту. Польотна година коштує $20,000.

## Варіанти
YCH-53EВійськове позначення двох прототипів Sikorsky S-65E (пізніше S-80E).
CH-53E Super StallionВійськове позначення важких транспортних варіантів S-80E для ВМС США та КМП, побудовано 170.
MH-53E Sea DragonВійськове позначення мінних тральщиків S-80M для ВМС США, побудовано 50.
VH-53FПропонований президентський варіант, не будувався.
S-80EЕкспортний варіант, не будувався.
S-80MЕкспортний варіант мінного тральщика, побудовано 11 для Японії.

## Оператори
Японія

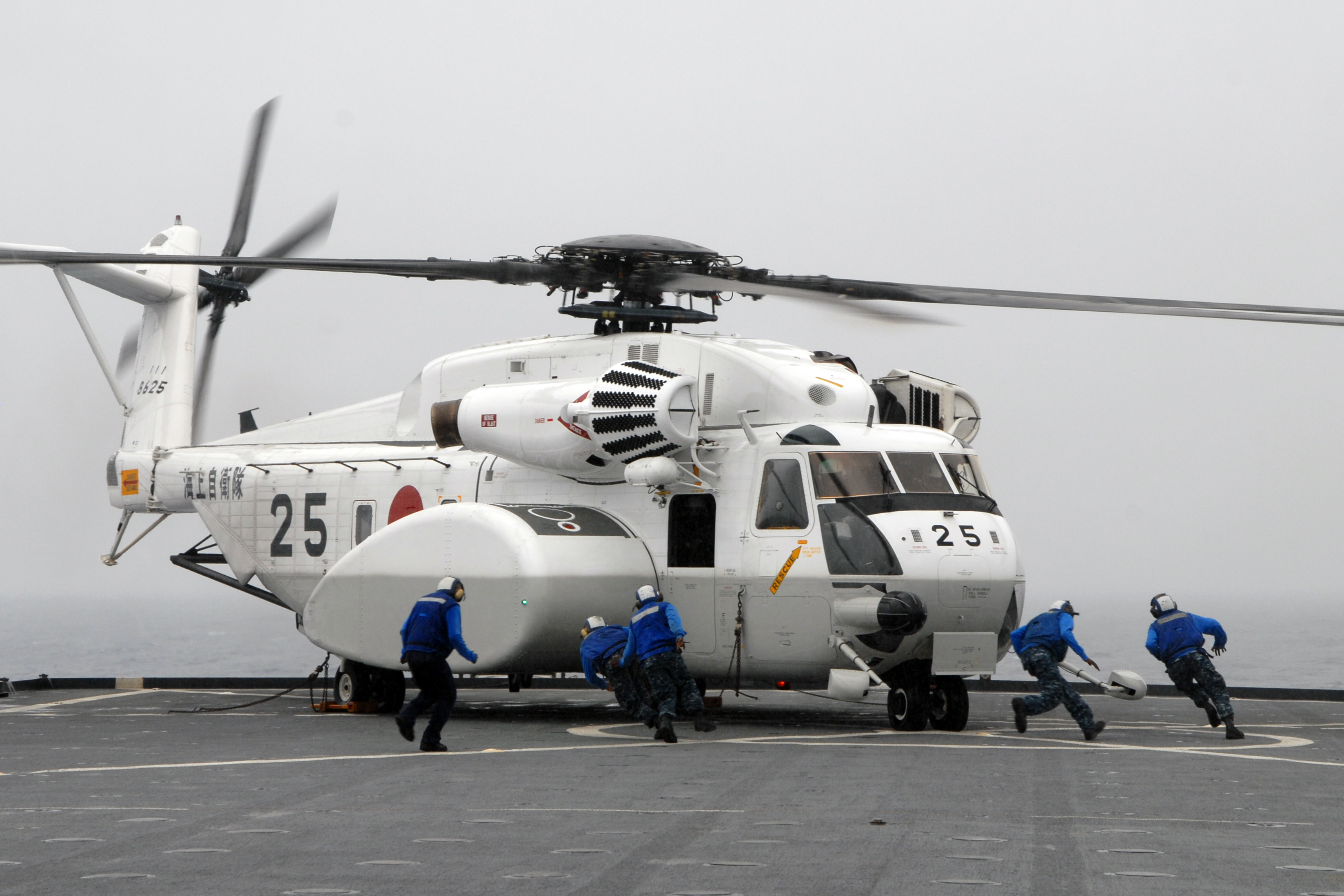
Японський MH-53E Sea Dragon на борту авіаносця USS Tortuga.

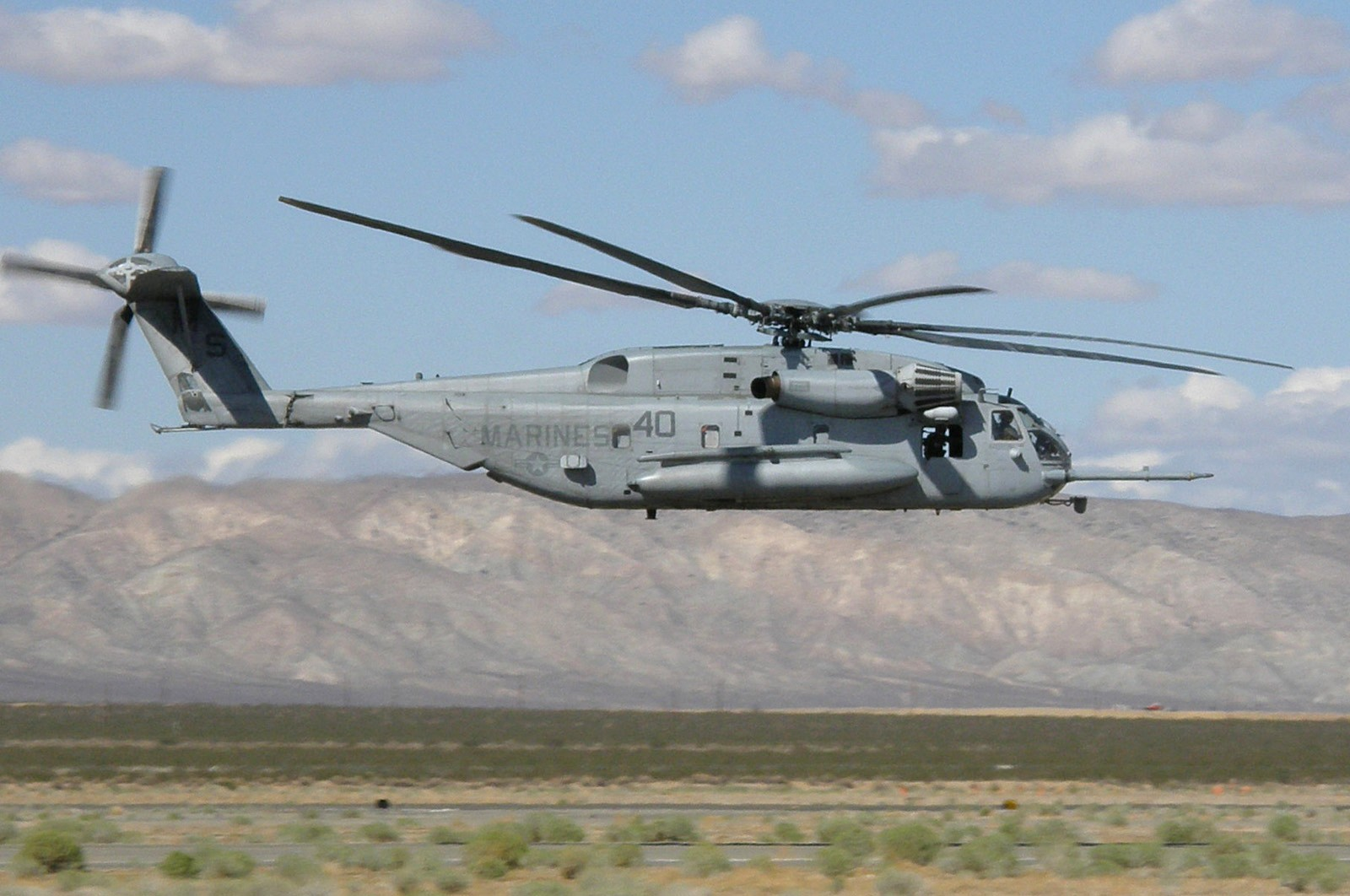
Висока швидкість, низька висота польоту під час демонстрації у Національній випробувальній льотній школі, Мохаве, Каліфорнія

- Військово-морські Сили Самооборони[16]

 США
- Корпус морської піхоти США[16]
  - HMH-361[17]
  - HMH-366[18]
  - HMH-461[19]
  - HMH-462[20]
  - HMH-464[21]
  - HMH-465[22]
  - HMH-466[23]
  - HMH-769[24]
  - HMH-772[25]
- Військово-морські сили США[16]
  - HM-12
  - HM-14[26]
  - HM-15[27]

## Специфікації (CH-53E)

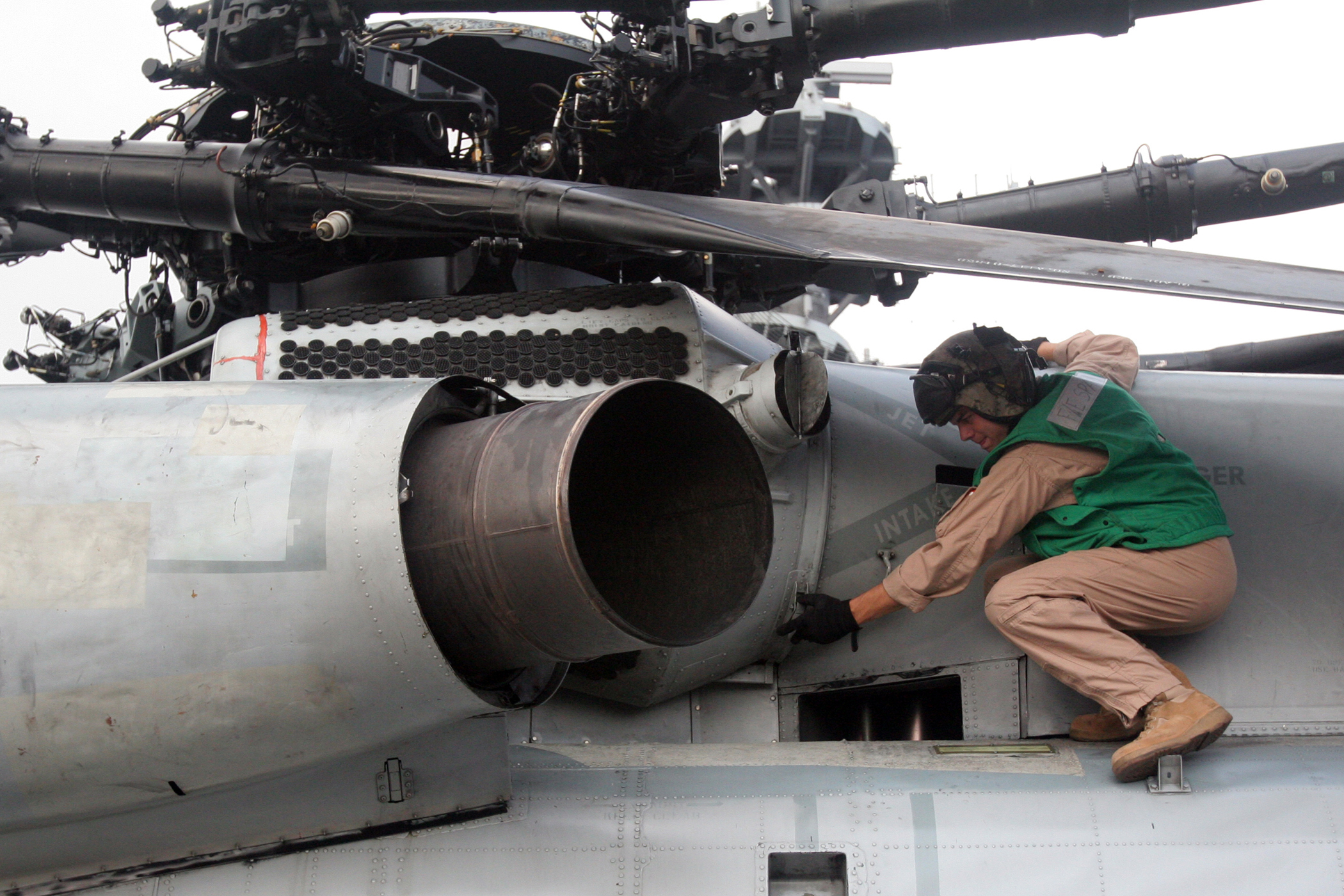
CH-53E гвинт та система вихлопу у деталях

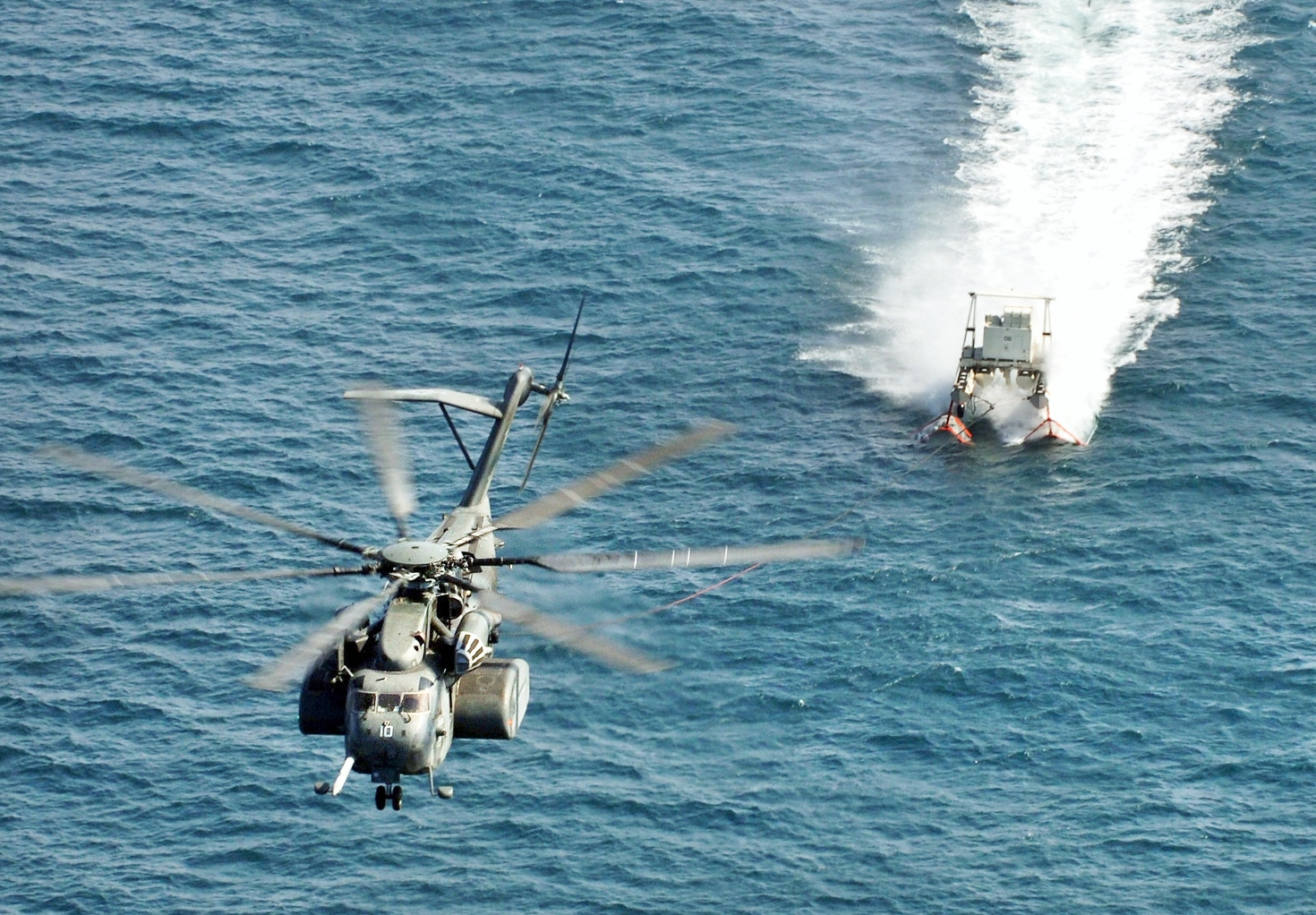
MH-53E буксирує MK105 мінний трал.

Джерело: U.S. Navy history, International Directory, World Aircraft
Основні характеристики
- Екіпаж: 5: 2 пілоти, 1 старший екіпажу/правий стрілець, 1 лівий стрілець, 1 хвостовий стрілець (по бойовому штату)
- Пасажиромісткість: 37 бійців (55 with centerline seats installed)
- Вантажопідйомність: внутрішня: 13600 кг
зовнішня: 14500 кг
- Довжина: 30,2 м
- Висота: 8,46 м
- Діаметр несучого гвинта: 24 м

- Площа обертання несучого гвинта: 460 м²
- Маса порожнього: 15071 кг
- Маса спорядженого: 33300 кг
- Силова установка: 3 × турбовальних двигуни General Electric T64-GE-416/416A  4380 кс [30] кожен ( 3270 кВт)
- Повітряний гвинт: 7 лопатей несного гвинта, 4 лопаті хвостового гвинта

Льотні характеристики
- Крейсерська швидкість: 150 вузлів (278 км/год)
- Практична дальність: 1000 км
- Перегінна дальність: 1883 км

Озброєння
- Стрілецько-гарматне: 

  - 2× .50 BMG (12.7 x 99 мм) монтовані на ілюмінаторах GAU-15/A кулемети
  - 1× .50 BMG (12.7 x 99 мм) рампова збройна система, GAU-21 (станковий кулемет M3M)
- Інше: Теплові пастки

Теплові пастки 